# 다이라디칼
다이라디칼(diradical)은 축퇴 에너지 수준의 홀전자가 두 개인 분자이다. 서로 다른 자리에 라디칼이 있는 바이라디칼(biradical)과는 구분된다. 
화학에서 다이라디칼은 축퇴된 분자 궤도(MO)를 차지하는 두 개의 전자를 갖는 분자종이다. "다이라디칼"이라는 용어는 주로 유기 화합물을 설명하는 데 사용되며, 대부분의 다이라디칼은 반응성이 매우 높고 실제로 거의 분리되지 않는다. 다이라디칼은 짝수 전자 분자이지만 옥텟 규칙에서 허용하는 수보다 결합 수가 하나 더 적다.
다이라디칼 종의 예는 배위 화학, 예를 들어 비스(1,2-디티올렌) 금속 착물에서도 볼 수 있다.